# Linda M. Godwin
Linda Maxine Godwin (Misuri, 2 de julio de 1952) es una científica y ex astronauta estadounidense. Es la primera y única mujer en haber realizado caminatas espaciales fuera de la Estación Espacial MIR y la Estación Espacial Internacional.
Godwin se unió a la NASA en 1980, y se convirtió en astronauta en julio de 1986, sirviendo en distintas misiones hasta su retiro en 2010. Durante su carrera Godwin completó cuatro vuelos en los que sumó más de 38 días en el espacio.

## Biografía
Realizó sus estudios secundarios en la Jackson High School en Jackson, Misuri, sus estudios de grado en Ciencias de las Matemáticas y la Física de la Southeast Missouri State en 1974, y sus títulos de maestría y doctorado en física en la Universidad de Misuri en 1976 y 1980, respectivamente.
Durante su etapa de trabajo en la Universidad de Misuri condujo investigaciones relacionadas con física de sólidos a bajas temperaturas, incluyendo estudios en tunelado de electrones y modos de vibración de especies molecularmente absorbidas en substratos metálicos a temperaturas de helio líquido, y es autora o coautora de diversas publicaciones científicas.
Se unió a la NASA en 1980 en la división de Operaciones de Cargas, y sirvió como oficial controladora de vuelos y cargas en Control de Misión para diversos vuelos del Programa del transbordador espacial antes de ser seleccionada como astronauta en 1985. La sumatoria de todos sus vuelos a bordo de sus cuatro misiones le confieren más de 915 horas en el espacio.
Durante su carrera como astronauta tuvo diversas asignaciones técnicas como verificación de software en el Shuttle Avionics Integration Laboratory (SAIL), coordinación de misiones de desarrollo de actividades para el Inertial Upper Stage (IUS), puesta en marcha de cargas, y misiones Spacelab.
Fue Asistente del Director de Operaciones de Exploración, Tripulación de Vuelo en el Centro Espacial Johnson de la NASA en Houston, Texas, hasta su retiro de la NASA en 2010. Desde 2011 volvió a la Universidad de Misuri como profesora en el departamento de Física y astronomía.

## Misiones espaciales

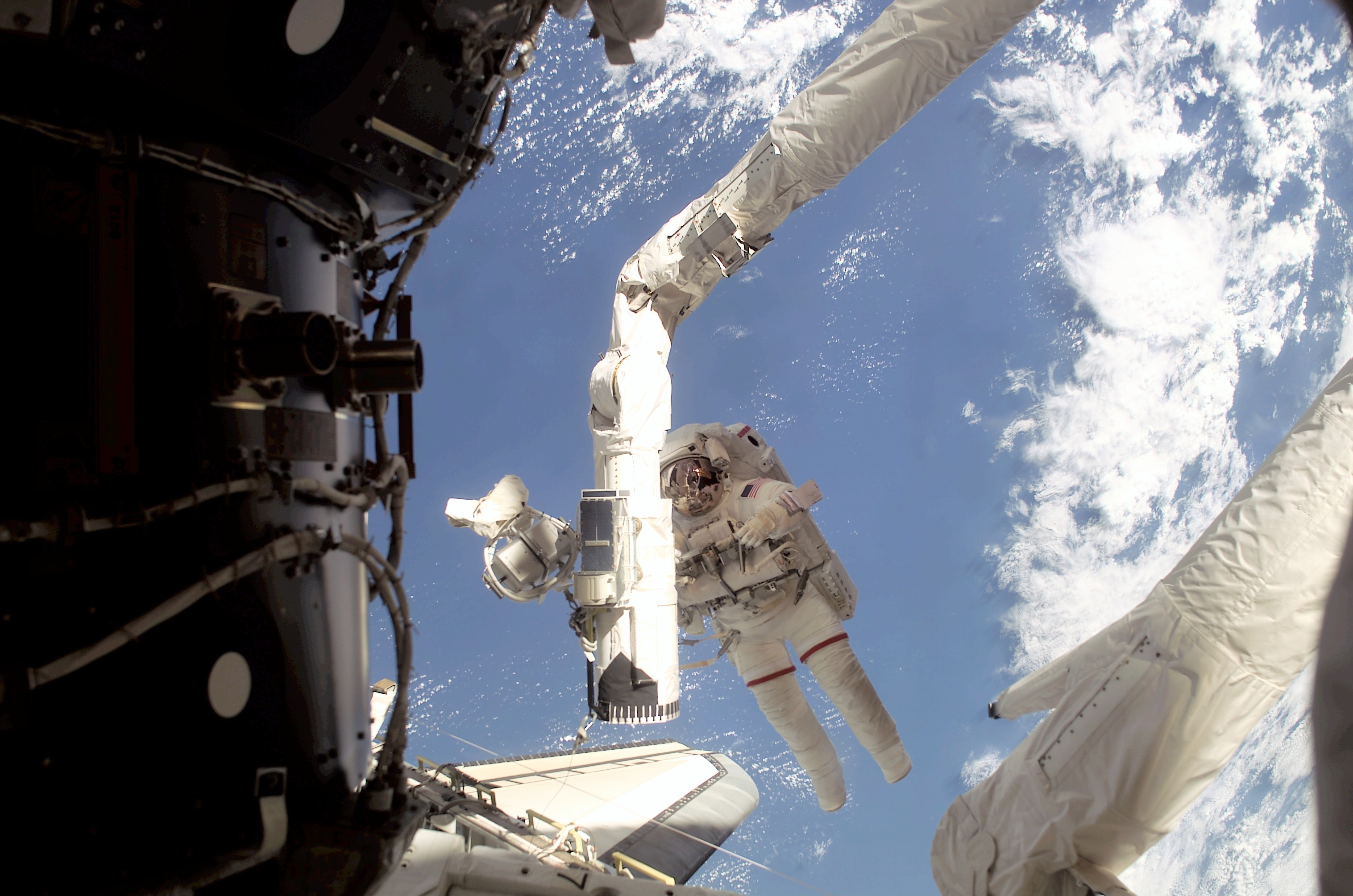
Godwin durante la caminata espacial de la misión STS-108

Participó como astronauta en cuatro misiones a bordo del Transbordador STSː
- STS-37 (1991): Especialista de Misión que tenía como objetivo el despliegue del Compton Gamma Ray Observatory.[1][7]
- STS-59 (1994): Especialista de Misión y Comandante de Carga.[1] El objetivo de este vuelo fue el despliegue del Space Radar Laboratory.[8]
- STS-76 (1996): Tercera misión para que un Shuttle se conecte con la Estación Espacial MIR.[1] En esta misión Godwin realizó una Caminata Espacial junto con Michael Clifford para desplegar cuatro experimentos fuera de la Estación Espacial.[9]
- STS-108 (2001): Última misión espacial de Godwin, que tuvo como objetivo llevar tripulación a la Estación Espacial Internacional,[1] donde Godwin realizó una Caminata Espacial con el objetivo de realizar instalaciones en los paneles solares.[10]

## Premios y reconocimientos
- 1990ː Premio al Alumno Distinguido A&S.[6]
- NASA Outstanding Performance Rating.[2]
- Sustained Superior Performance Award.[2]
- Outstanding Leadership Medal.[2]
- NASA Exceptional Service Medal.[2]
- NASA Distinguished Service Medal.[2]